# Violaszín gyászruhába
A Violaszín gyászruhába magyar egyházi népének. Dallama a Bozóki énekeskönyvből való, szövegét Harsányi Lajos írta. A régi magyarságnál a viola volt a gyász, a fekete az öröm színe.
Ugyanezt a dallamot Menny, föld, tűz kezdetű  szöveggel is éneklik. Ez Szentmihályi Mihály költeménye, melyet Tárkányi Béla dolgozott át.

## Kotta és dallam
Violaszín gyászruhába öltözik fel a lelkünk.

Oltárodnak zsámolyánál bűnbánóan térdelünk.

Szent Fiadnak értünk hullott drágalátos szent vére,

Jámbor atyák intelme, szent beszédek kegyelme

Váljék lelkünk üdvére.
Szentmihályi Mihály szövege:
| Menny, föld, tűz, víz, levegő, ég, gyöngy, arany és minden kincs! Mit fárasztod én elmémet? Nyugodalmam addig nincs, Míg fel nem talállak téged, én Uram, én Istenem! Benned nyugszik meg lelkem, Istenem és mindenem, Istenem és mindenem! | Jó hírnév és jó barátság, magas rang és tisztesség, Amit csak a test kívánhat: Bőség, öröm, egészség; Szívem meg nem elégíti semmi más gyönyörűség: Benned nyugszik meg lelkem, Istenem és mindenem, Istenem és mindenem!                |
| Amit hallok, amit tudok kívüled, ó Istenség, A háborgó léleknek az csak gyötrelem és ínség; Ami jó van e világon, nélküled az semmiség: Benned nyugszik meg lelkem, Istenem és mindenem, Istenem és mindenem!                               | Elmém bármint hányjam, vessem, bár akármit gondoljak, Akárkihez folyamodjam, vagy mint madár, úgy szálljak, Nincs mód, hogy szívemnek másban nyugodalmat találjak: Benned nyugszik meg lelkem, Istenem és mindenem, Istenem és mindenem! |
| Azért távol legyen tőlem a világ dicsősége, Istenem, te vagy egyedül lelkem gyönyörűsége; Nálad nélkül ez az élet a szív keserűsége: Benned nyugszik meg lelkem, Istenem és mindenem, Istenem és mindenem!                                  | Jer, én édes vigasztalóm, Jézus szent keresztfája! Jer, egyetlen reménységem, üdvösségem nagy ára! Te vagy, hol a háborgó szív nyugodalmát találja: Benned nyugszik meg lelkem, Istenem és mindenem, Istenem és mindenem!                |

## Felvételek
- Menny föld tűz víz levegő ég gyöngy arány és minden kincs. YouTube (2010. október 22.)  (Hozzáférés: 2017. január 30.) (videó)